# Keidi Bare
Keidi Bare (Fier, 28 agosto 1997) è un calciatore albanese, centrocampista del Real Saragozza e della nazionale albanese.

## Carriera

### Club
Cresciuto nelle giovanili della squadra albanese dell'Apolonia Fier. Il 26 dicembre 2013 viene acquistato a titolo definitivo dalla squadra spagnola dell'Atlético Madrid, con cui firma un contratto di 6 anni con scadenza il 30 giugno 2019.
Il 22 settembre 2020 viene acquistato a titolo definitivo per 2 milioni di euro dalla squadra spagnola dell'Espanyol, firmando un contratto quadriennale con scadenza il 30 giugno 2024.
Nell'estate del 2024 firma con il Real Saragozza, nella Segunda División spagnola.

### Nazionale
Debutta con la maglia della nazionale albanese Under-21 il 12 novembre 2015 nella partita valida per le qualificazioni all'europeo 2017, persa per 4 a 0 contro il Portogallo Under-21 subentrando nel secondo tempo.
Riceve la sua prima convocazione in nazionale maggiore dal C.T. Gianni De Biasi per la partita amichevole contro la Bosnia ed Erzegovina del 28 marzo 2017.
Il 26 marzo 2018 fa il suo debutto ufficiale con la maglia dell'Albania nella partita amichevole giocata ad Elbasan contro la Norvegia, partita poi terminata con una sconfitta in casa per 0 a 1, subentrando nel primo tempo.

## Statistiche

### Presenze e reti nei club
Statistiche aggiornate al 31 gennaio 2025.
| Stagione                 | Squadra                  | Campionato               | Campionato | Campionato | Coppe nazionali | Coppe nazionali | Coppe nazionali | Coppe continentali | Coppe continentali | Coppe continentali | Altre coppe | Altre coppe | Altre coppe | Totale | Totale |
| Stagione                 | Squadra                  | Comp                     | Pres       | Reti       | Comp            | Pres            | Reti            | Comp               | Pres               | Reti               | Comp        | Pres        | Reti        | Pres   | Reti   |
| ------------------------ | ------------------------ | ------------------------ | ---------- | ---------- | --------------- | --------------- | --------------- | ------------------ | ------------------ | ------------------ | ----------- | ----------- | ----------- | ------ | ------ |
| nov.-dic. 2013           | Apolonia Fier            | KP                       | 2          | 0          | CA              | 1               | 0               | -                  | -                  | -                  | -           | -           | -           | 3      | 0      |
| gen.-giu. 2016           | Atlético Madrid B        | TD                       | 1          | 0          | -               | -               | -               | -                  | -                  | -                  | -           | -           | -           | 1      | 0      |
| 2016-2017                | Atlético Madrid B        | TD                       | 35         | 2          | -               | -               | -               | -                  | -                  | -                  | -           | -           | -           | 35     | 2      |
| 2017-2018                | Atlético Madrid B        | SDB                      | 30         | 2          | -               | -               | -               | -                  | -                  | -                  | -           | -           | -           | 30     | 2      |
| Totale Atlético Madrid B | Totale Atlético Madrid B | Totale Atlético Madrid B | 66         | 4          |                 | -               | -               |                    | -                  | -                  |             | -           | -           | 66     | 4      |
| gen.-apr. 2017           | Atlético Madrid          | PD                       | 0          | 0          | CR              | 1               | 0               | UCL                | -                  | -                  | -           | -           | -           | 1      | 0      |
| ott. 2017-apr. 2018      | Atlético Madrid          | PD                       | 0          | 0          | CR              | 1               | 0               | UCL                | -                  | -                  | -           | -           | -           | 1      | 0      |
| Totale Atlético Madrid   | Totale Atlético Madrid   | Totale Atlético Madrid   | 0          | 0          |                 | 2               | 0               |                    | -                  | -                  |             | -           | -           | 2      | 0      |
| ago.-nov. 2018           | Malaga B                 | SDB                      | 11         | 0          | -               | -               | -               | -                  | -                  | -                  | -           | -           | -           | 11     | 0      |
| nov. 2018-2019           | Malaga                   | SD                       | 16+2       | 0          | CR              | 0               | 0               | -                  | -                  | -                  | -           | -           | -           | 18     | 0      |
| 2019-2020                | Malaga                   | SD                       | 30         | 1          | CR              | 0               | 0               | -                  | -                  | -                  | -           | -           | -           | 30     | 1      |
| Totale Málaga            | Totale Málaga            | Totale Málaga            | 46+2       | 1+0        |                 | 0               | 0               |                    | -                  | -                  |             | -           | -           | 48     | 1      |
| 2020-2021                | Espanyol                 | SD                       | 27         | 0          | CR              | 2               | 0               | -                  | -                  | -                  | -           | -           | -           | 29     | 0      |
| 2021-2022                | Espanyol                 | PD                       | 25         | 1          | CR              | 3               | 0               | -                  | -                  | -                  | -           | -           | -           | 28     | 1      |
| 2022-2023                | Espanyol                 | PD                       | 18         | 0          | CR              | 2               | 0               | -                  | -                  | -                  | -           | -           | -           | 20     | 0      |
| 2023-2024                | Espanyol                 | SD                       | 35+4       | 0          | CR              | 3               | 0               | -                  | -                  | -                  | -           | -           | -           | 42     | 0      |
| Totale Espanyol          | Totale Espanyol          | Totale Espanyol          | 105+4      | 1+0        |                 | 10              | 0               |                    | -                  | -                  |             | -           | -           | 119    | 1      |
| 2024-2025                | Real Saragozza           | SD                       | 16         | 0          | CR              | 1               | 0               | -                  | -                  | -                  | -           | -           | -           | 17     | 0      |
| Totale carriera          | Totale carriera          | Totale carriera          | 246+6      | 6+0        |                 | 14              | 0               |                    | -                  | -                  |             | -           | -           | 266    | 6      |

### Cronologia presenze e reti in nazionale
| Cronologia completa delle presenze e delle reti in nazionale ― Albania | Cronologia completa delle presenze e delle reti in nazionale ― Albania | Cronologia completa delle presenze e delle reti in nazionale ― Albania | Cronologia completa delle presenze e delle reti in nazionale ― Albania | Cronologia completa delle presenze e delle reti in nazionale ― Albania | Cronologia completa delle presenze e delle reti in nazionale ― Albania | Cronologia completa delle presenze e delle reti in nazionale ― Albania | Cronologia completa delle presenze e delle reti in nazionale ― Albania |
| Data                                                                   | Città                                                                  | In casa                                                                | Risultato                                                              | Ospiti                                                                 | Competizione                                                           | Reti                                                                   | Note                                                                   |
| ---------------------------------------------------------------------- | ---------------------------------------------------------------------- | ---------------------------------------------------------------------- | ---------------------------------------------------------------------- | ---------------------------------------------------------------------- | ---------------------------------------------------------------------- | ---------------------------------------------------------------------- | ---------------------------------------------------------------------- |
| 26-3-2018                                                              | Elbasan                                                                | Albania                                                                | 0 – 1                                                                  | Norvegia                                                               | Amichevole                                                             | -                                                                      | 45+1’                                                                  |
| 7-9-2019                                                               | Saint-Denis                                                            | Francia                                                                | 4 – 1                                                                  | Albania                                                                | Qual. Euro 2020                                                        | -                                                                      |                                                                        |
| 10-9-2019                                                              | Elbasan                                                                | Albania                                                                | 4 – 2                                                                  | Islanda                                                                | Qual. Euro 2020                                                        | -                                                                      |                                                                        |
| 11-10-2019                                                             | Istanbul                                                               | Turchia                                                                | 1 – 0                                                                  | Albania                                                                | Qual. Euro 2020                                                        | -                                                                      | 7’                                                                     |
| 14-10-2019                                                             | Chișinău                                                               | Moldavia                                                               | 0 – 4                                                                  | Albania                                                                | Qual. Euro 2020                                                        | 1                                                                      | 46’ 89’                                                                |
| 14-11-2019                                                             | Elbasan                                                                | Albania                                                                | 2 – 2                                                                  | Andorra                                                                | Qual. Euro 2020                                                        | -                                                                      | 60’                                                                    |
| 17-11-2019                                                             | Tirana                                                                 | Albania                                                                | 0 – 2                                                                  | Francia                                                                | Qual. Euro 2020                                                        | -                                                                      |                                                                        |
| 4-9-2020                                                               | Minsk                                                                  | Bielorussia                                                            | 0 – 2                                                                  | Albania                                                                | UEFA Nations League 2020-2021 - 1º turno                               | 1                                                                      |                                                                        |
| 11-10-2020                                                             | Almaty                                                                 | Kazakistan                                                             | 0 – 0                                                                  | Albania                                                                | UEFA Nations League 2020-2021 - 1º turno                               | -                                                                      |                                                                        |
| 14-10-2020                                                             | Vilnius                                                                | Lituania                                                               | 0 – 0                                                                  | Albania                                                                | UEFA Nations League 2020-2021 - 1º turno                               | -                                                                      | 66’                                                                    |
| 25-3-2021                                                              | Andorra la Vella                                                       | Andorra                                                                | 0 – 1                                                                  | Albania                                                                | Qual. Mondiali 2022                                                    | -                                                                      |                                                                        |
| 28-3-2021                                                              | Tirana                                                                 | Albania                                                                | 0 – 2                                                                  | Inghilterra                                                            | Qual. Mondiali 2022                                                    | -                                                                      | 22’ 71’                                                                |
| 31-3-2021                                                              | Serravalle                                                             | San Marino                                                             | 0 – 2                                                                  | Albania                                                                | Qual. Mondiali 2022                                                    | -                                                                      |                                                                        |
| 5-6-2021                                                               | Cardiff                                                                | Galles                                                                 | 0 – 0                                                                  | Albania                                                                | Amichevole                                                             | -                                                                      | 76’                                                                    |
| 8-6-2021                                                               | Praga                                                                  | Rep. Ceca                                                              | 3 – 1                                                                  | Albania                                                                | Amichevole                                                             | -                                                                      |                                                                        |
| 2-9-2021                                                               | Varsavia                                                               | Polonia                                                                | 4 – 1                                                                  | Albania                                                                | Qual. Mondiali 2022                                                    | -                                                                      | 7’                                                                     |
| 8-9-2021                                                               | Elbasan                                                                | Albania                                                                | 5 – 0                                                                  | San Marino                                                             | Qual. Mondiali 2022                                                    | -                                                                      |                                                                        |
| 9-10-2021                                                              | Budapest                                                               | Ungheria                                                               | 0 – 1                                                                  | Albania                                                                | Qual. Mondiali 2022                                                    | -                                                                      |                                                                        |
| 12-10-2021                                                             | Tirana                                                                 | Albania                                                                | 0 – 1                                                                  | Polonia                                                                | Qual. Mondiali 2022                                                    | -                                                                      | 77’                                                                    |
| 12-11-2021                                                             | Londra                                                                 | Inghilterra                                                            | 5 – 0                                                                  | Albania                                                                | Qual. Mondiali 2022                                                    | -                                                                      | 12’                                                                    |
| 26-3-2022                                                              | Cornellà de Llobregat                                                  | Spagna                                                                 | 2 – 1                                                                  | Albania                                                                | Amichevole                                                             | -                                                                      |                                                                        |
| 16-11-2022                                                             | Tirana                                                                 | Albania                                                                | 1 – 3                                                                  | Italia                                                                 | Amichevole                                                             | -                                                                      | 61’ 87’                                                                |
| 19-11-2022                                                             | Tirana                                                                 | Albania                                                                | 2 – 0                                                                  | Armenia                                                                | Amichevole                                                             | -                                                                      | 46’                                                                    |
| 17-6-2023                                                              | Tirana                                                                 | Albania                                                                | 2 – 0                                                                  | Moldavia                                                               | Qual. Euro 2024                                                        | -                                                                      | 67’                                                                    |
| 20-6-2023                                                              | Tórshavn                                                               | Fær Øer                                                                | 1 – 3                                                                  | Albania                                                                | Qual. Euro 2024                                                        | -                                                                      | 88’                                                                    |
| 7-9-2023                                                               | Praga                                                                  | Rep. Ceca                                                              | 1 – 1                                                                  | Albania                                                                | Qual. Euro 2024                                                        | -                                                                      | 69’                                                                    |
| 10-9-2023                                                              | Tirana                                                                 | Albania                                                                | 2 – 0                                                                  | Polonia                                                                | Qual. Euro 2024                                                        | -                                                                      | 70’                                                                    |
| 20-11-2023                                                             | Tirana                                                                 | Albania                                                                | 0 – 0                                                                  | Fær Øer                                                                | Qual. Euro 2024                                                        | -                                                                      | 61’                                                                    |
| 25-3-2024                                                              | Solna                                                                  | Svezia                                                                 | 1 – 0                                                                  | Albania                                                                | Amichevole                                                             | -                                                                      | 72’                                                                    |
| Totale                                                                 |                                                                        | Presenze (65º posto)                                                   | 29                                                                     |                                                                        | Reti (33º posto)                                                       | 2                                                                      |                                                                        |

| Cronologia completa delle presenze e delle reti in nazionale ― Albania under 21 | Cronologia completa delle presenze e delle reti in nazionale ― Albania under 21 | Cronologia completa delle presenze e delle reti in nazionale ― Albania under 21 | Cronologia completa delle presenze e delle reti in nazionale ― Albania under 21 | Cronologia completa delle presenze e delle reti in nazionale ― Albania under 21 | Cronologia completa delle presenze e delle reti in nazionale ― Albania under 21 | Cronologia completa delle presenze e delle reti in nazionale ― Albania under 21 | Cronologia completa delle presenze e delle reti in nazionale ― Albania under 21 |
| Data                                                                            | Città                                                                           | In casa                                                                         | Risultato                                                                       | Ospiti                                                                          | Competizione                                                                    | Reti                                                                            | Note                                                                            |
| ------------------------------------------------------------------------------- | ------------------------------------------------------------------------------- | ------------------------------------------------------------------------------- | ------------------------------------------------------------------------------- | ------------------------------------------------------------------------------- | ------------------------------------------------------------------------------- | ------------------------------------------------------------------------------- | ------------------------------------------------------------------------------- |
| 12-11-2015                                                                      | Arouca                                                                          | Portogallo under 21                                                             | 4 – 0                                                                           | Albania under 21                                                                | Qual. Europeo Under-21 2017                                                     | -                                                                               | 52’                                                                             |
| 16-11-2015                                                                      | Tirana                                                                          | Albania under 21                                                                | 2 – 0                                                                           | Liechtenstein under 21                                                          | Qual. Europeo Under-21 2017                                                     | -                                                                               |                                                                                 |
| 24-3-2016                                                                       | Elbasan                                                                         | Albania under 21                                                                | 0 – 0                                                                           | Grecia under 21                                                                 | Qual. Europeo Under-21 2017                                                     | -                                                                               |                                                                                 |
| 28-3-2016                                                                       | Elbasan                                                                         | Albania under 21                                                                | 2 – 1                                                                           | Ungheria under 21                                                               | Qual. Europeo Under-21 2017                                                     | -                                                                               | 60’                                                                             |
| 10-8-2016                                                                       | San Benedetto del Tronto                                                        | Italia under 21                                                                 | 0 – 0                                                                           | Albania under 21                                                                | Amichevole                                                                      | -                                                                               |                                                                                 |
| 2-9-2016                                                                        | Atene                                                                           | Grecia under 21                                                                 | 2 – 1                                                                           | Albania under 21                                                                | Qual. Europeo Under-21 2017                                                     | -                                                                               |                                                                                 |
| 10-10-2016                                                                      | Petah Tiqwa                                                                     | Israele under 21                                                                | 4 – 0                                                                           | Albania under 21                                                                | Qual. Europeo Under-21 2017                                                     | -                                                                               | 79’                                                                             |
| 25-3-2017                                                                       | Elbasan                                                                         | Albania under 21                                                                | 0 – 0                                                                           | Moldavia under 21                                                               | Amichevole                                                                      | -                                                                               | 66’                                                                             |
| 5-6-2017                                                                        | Tirana                                                                          | Albania under 21                                                                | 0 – 3                                                                           | Francia under 21                                                                | Amichevole                                                                      | -                                                                               |                                                                                 |
| 12-6-2017                                                                       | Elbasan                                                                         | Albania under 21                                                                | 0 – 0                                                                           | Estonia under 21                                                                | Qual. Europeo Under-21 2019                                                     | -                                                                               | cap. 33’                                                                        |
| 31-8-2017                                                                       | Lurgan                                                                          | Irlanda del Nord under 21                                                       | 1 – 0                                                                           | Albania under 21                                                                | Qual. Europeo Under-21 2019                                                     | -                                                                               | cap. 87’, 90+4’                                                                 |
| 10-10-2017                                                                      | Elbasan                                                                         | Albania under 21                                                                | 0 – 0                                                                           | Islanda under 21                                                                | Qual. Europeo Under-21 2019                                                     | -                                                                               | cap.                                                                            |
| 10-11-2017                                                                      | Tirana                                                                          | Albania under 21                                                                | 1 – 1                                                                           | Irlanda del Nord under 21                                                       | Qual. Europeo Under-21 2019                                                     | -                                                                               | cap. 26’ 82’                                                                    |
| 23-3-2018                                                                       | Tirana                                                                          | Albania under 21                                                                | 2 – 3                                                                           | Slovacchia under 21                                                             | Qual. Europeo Under-21 2019                                                     | -                                                                               | cap.                                                                            |
| 28-5-2018                                                                       | Elbasan                                                                         | Albania under 21                                                                | 0 – 2                                                                           | Bosnia ed Erzegovina under 21                                                   | Amichevole                                                                      | -                                                                               | cap. 46’                                                                        |
| 6-9-2018                                                                        | Cordova                                                                         | Spagna under 21                                                                 | 3 – 0                                                                           | Albania under 21                                                                | Qual. Europeo Under-21 2019                                                     | -                                                                               | cap.                                                                            |
| 11-9-2018                                                                       | Cagliari                                                                        | Italia under 21                                                                 | 3 – 1                                                                           | Albania under 21                                                                | Amichevole                                                                      | -                                                                               | cap. 45+1’ 79’                                                                  |
| 11-10-2018                                                                      | Tirana                                                                          | Albania under 21                                                                | 0 – 1                                                                           | Spagna under 21                                                                 | Qual. Europeo Under-21 2019                                                     | -                                                                               | cap.                                                                            |
| 16-10-2018                                                                      | Pärnu                                                                           | Estonia under 21                                                                | 2 – 2                                                                           | Albania under 21                                                                | Qual. Europeo Under-21 2019                                                     | -                                                                               | cap.                                                                            |
| Totale                                                                          |                                                                                 | Presenze                                                                        | 19                                                                              |                                                                                 | Reti                                                                            | 0                                                                               |                                                                                 |

## Palmarès

### Club

#### Competizioni nazionali
- Segunda División: 1

Espanyol: 2020-2021